# PH 75 (porte-hélicoptères)
Le PH 75 est un projet de porte-hélicoptères à propulsion nucléaire destiné à la Marine nationale française. Initié en 1973, il est abandonné en 1980.

## Historique
Le 27 novembre 1973, en application du Programme naval appelé « Plan bleu » et visant à doter la Marine nationale française en 1985 de deux porte-hélicoptères, le Conseil supérieur de la Marine nationale décide de commander un porte-hélicoptères de 18 400 tonnes à propulsion nucléaire pour remplacer le porte-avions Arromanches (R95), alors utilisé comme porte-avions ASM et d'assaut (par héliportage) et pour l'entraînement ainsi que pour le transport rapide opérationnel et qui devait être désarmé en 1974. 
En 1975, un programme militaire est adressé au STCAN de la DCN à Paris pour étudier un projet à propulsion nucléaire baptisé PH 75. Ce porte-aéronefs mesurerait 208 m de long dont 202 m de pont d'envol dont la largeur maximale atteindrait 46 m, le déplacement serait de 18 400 t. La propulsion serait assurée par un réacteur nucléaire CAS230 associé à deux turboréducteurs-condensateurs de 65 000 ch chacun avec deux diesels de secours d'une autonomie de 3 000 nautiques à 10 nœuds. La vitesse maximale serait de 28 nœuds. Le hangar aéronautique (L 84 m x l 21 m x h 6,5 m) permettrait d'emporter 25 hélicoptères Lynx, ou 15 SA330 Puma ou 10 SA321 Super-Frelon. L'armement défensif serait composé de deux batteries de missile sol-air crotale et quatre canons bitubes de 40 mm antiaériens. L'effectif global serait de 1 000 hommes. L'équipement électronique comporterait un radar DRBV-26 de veille air, un radar DRBV-51 de veille combinée, deux radars DRBC-32 de conduite de tir, un sonar DUBA 25 et deux DECCA pour la navigation.
La construction de trois unités PH-75 était envisagée.
Ultérieurement désigné PA 75, ce bâtiment aurait dû également mettre en œuvre des appareils à décollage et atterrissage court à l'aide d'un tremplin. Alors que le PA 75 devait être mis sur cale en 1976, le « plan bleu » est retardé de 5 ans puis le PA 75 est annulé le 23 septembre 1980 au profit de deux porte-avions de combat à propulsion nucléaire (PAN) : la Bretagne, dont l'entrée en service est prévue pour 1992 et son sistership la Provence. Cependant, la commande du 1er bâtiment (renommé Richelieu puis Charles-de-Gaulle) est renvoyée à 1987 et celle du 2e est abandonnée.

## Autour du navire

### Livres
- Jean Labayle-Couhat, Flottes de combat 1976, Éditions maritimes et d'outre-mer, Rennes, 1976  (ISBN 2-7070-0032-9) Ouvrage de référence.